# کرال د آلماگر
کرال د آلماگر (به اسپانیایی: Corral de Almaguer) یک شهرستان در اسپانیا است که در کینتانار د لا اردن واقع شده‌است.

## خصوصیات
کرال د آلماگر ۳۲۶ کیلومترمربع مساحت و ۶٬۱۹۴ نفر جمعیت دارد و ۷۱۴ متر بالاتر از سطح دریا واقع شده‌است.